# Szadkowice (przystanek kolejowy)
Szadkowice – przystanek kolejowy w Szadkowicach, w województwie łódzkim, w Polsce. Na stacji zatrzymymują się pociągi jeżdżące na trasie z Opoczna do Tomaszowa Mazowieckiego.

## Ruch pasażerski
| Rok  | Wymiana pasażerska na dobę |
| ---- | -------------------------- |
| 2017 | 20-29                      |
| 2022 | 20-49                      |

W roku 2017 przystanek obsługiwał 20–49 pasażerów na dobę.